# Agnès Mercier
Pour les articles homonymes, voir Mercier.
Agnès Mercier est une curleuse française.

## Biographie
Agnès Mercier est sacrée championne de France de curling à cinq reprises (1971, 1974, 1986, 1987 et 1988).
Elle participe à sept éditions des Championnats du monde de curling, sa meilleure performance étant une cinquième place en 1983, et à six éditions des Championnats d'Europe de curling, sa meilleure performance étant une quatrième place en 1987. Elle dispute également le tournoi de démonstration de curling aux Jeux olympiques de 1988, terminant à la huitième place.